# Lagocephalus spadiceus
Lagocephalus spadiceus es una especie de peces de la familia Tetraodontidae en el orden de los Tetraodontiformes.

## Morfología
Los machos pueden llegar alcanzar los 19,9 cm de longitud total.

## Hábitat
Es un pez de mar de clima subtropical y demersal.

## Distribución geográfica
Se encuentra en el Mar Rojo (desde donde ha entrado en el Mediterráneo - Israel, el Líbano y Mar Egeo - a través del Canal de Suez).

## Observaciones
Es inofensivo para los humanos.